# Eger V. Murphree

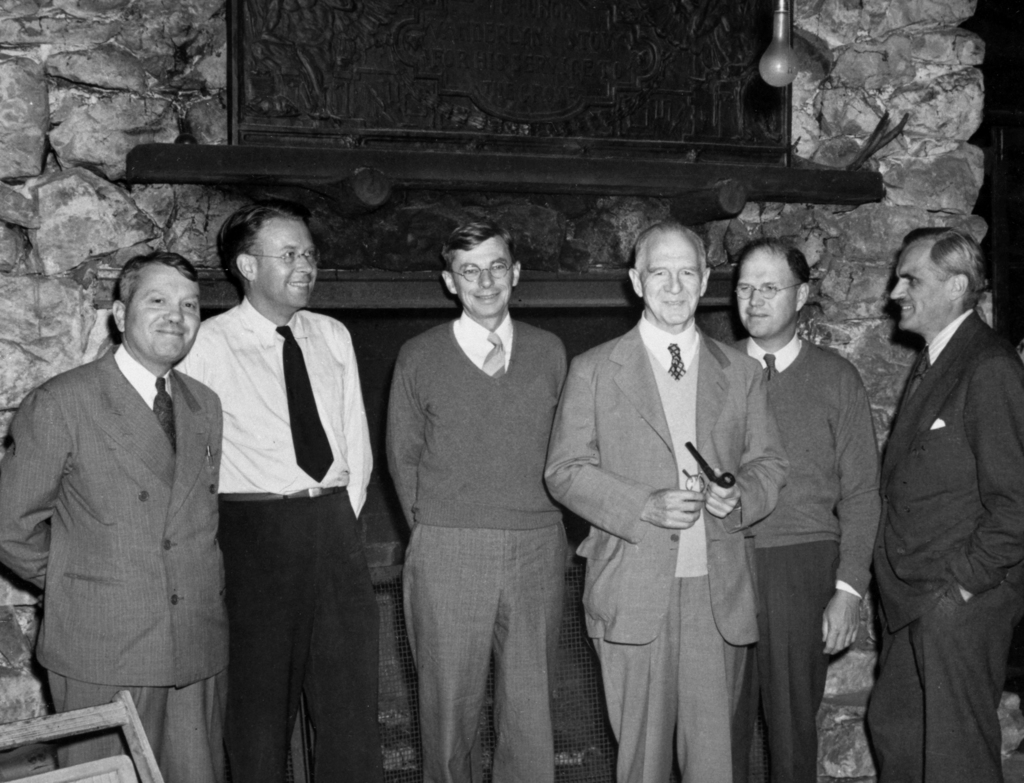
S-1 Committee på Bohemian Grove den 13 september 1942. Från vänster till höger: Harold Urey, Ernest Lawrence, James Bryant Conant, Lyman J. Briggs, Eger V. Murphree och Arthur Holly Compton.

Eger Vaughan Murphree, född den 3 november 1898 i Bayonne New Jersey, död den 29 oktober 1962, var en amerikansk kemist. Han är mest känd för att ha varit med och uppfunnit processen med fluidkatalytisk krackning.
Murphee tilldelades Perkinmedaljen 1950.